# App Store
Pour l'App Store sur macOS, voir App Store (macOS).
Ne doit pas être confondu avec Apple Store.
L'App Store est un magasin d'applications développé et géré par Apple sur iOS et iPadOS. Le magasin permet aux utilisateurs de parcourir et de télécharger les applications approuvées développées avec le SDK d'iOS. Les applications peuvent être téléchargées les iPhone, iPod Touch ou iPad et même certaines sur l'Apple Watch ou sur les Apple TV de quatrième génération comme extensions aux applications.
L'App Store a ouvert le 11 juillet 2008, avec iPhone OS 2.0, où 500 applications étaient initialement disponibles.
Apple s'est attiré les foudres de certains développeurs et autorités de régulation le critiquant notamment sur son monopole et la commission de 30 % que la société prélève sur chaque transaction financière. En octobre 2021, la Netherlands Authority for Consumers and Markets (« l'Autorité néerlandaise des consommateurs et des marchés ») a souligné que les commissions de l'App Store sont anti-compétitives et souhaiterait qu'Apple change sa politique.

## Historique

Badge « Télécharger dans l'App Store » depuis 2017.

### Premières années
Bien avant la révélation de l'iPhone au grand public en 2007, l'ancien PDG d'Apple, Steve Jobs, ne souhaitant pas que le système soit ouvert aux développeurs et les invitaient à faire des applications web pour le navigateur Safari.
Après le succès de l'App Store et le lancement de services similaires par ses concurrents, le terme « App Store » sert à désigner un magasin d'applications sans que celui-ci soit forcément celui d'Apple. À ce titre, Apple dépose le terme « App Store » aux États-Unis en 2008. Il sera validé en 2011 aux États-Unis et sera déposé pour l'Europe la même année.
Lors de la première semaine de décembre 2008, Apple annonce que l'App Store dispose désormais de plus de 10 000 applications et revendique plus de 300 millions de téléchargements depuis le lancement du service.
Mi-janvier 2009, le site officiel d'Apple annonce avoir passé le cap des 500 millions de téléchargements, pour 15 000 applications disponibles.

### 2010 - 2020
Au début de mars 2012, 25 milliards d'applications ont été téléchargées.
Le 11 juillet 2013, l'App store comprend plus de 900 000 Apps cinq ans après son lancement. ABI Research estime que les deux tiers des 27 milliards du marché des applications mobiles devrait être captés par Apple en 2013 générant 4,2 milliards de marge.

### Depuis 2020
Le 10 septembre 2021, un juge fédéral américain juge que la pratique d'Apple empêchant les editeurs d'App de proposer aux clients d'utiliser un paiement en dehors de l'App pour échapper à la commission de 30% que prend Apple est anti-compétitive. Apple qui avait déjà baissé ses commissions à la suite de son procès avec Epic Games se voit ainsi contraint de laisser ce moyen de paiement alternatif. Apple a annoncé faire appel.
En 2021, l'app store a dépassé les 2 millions d'applications, un grand nombre sont devenus obsoletes.
Depuis début 2025, Apple permet de transférer les achats effectués sur l’App Store vers un autre Compte Apple.

## Fonctionnement
Le service de téléchargement d'applications est en de nombreux points semblable aux autres services de l'iTunes Store.
En effet, il nécessite également un compte Apple ID.

### Accès
De la même manière que pour la musique, l'App Store est représenté sous deux formes :
- Dans le logiciel iTunes, il est intégré à l'iTunes Store.
- Dans l'iPhone, l'iPod touch et l'iPad, une application dédiée permet d'accéder facilement à l'App Store, et d'y télécharger les applications directement sur l'appareil (ne pouvant pas être supprimée sur versions d'iOS antérieures à iOS 10).

### Fonctionnalités
De manière générale, l'App Store permet, via un compte iTunes, de télécharger des applications pour l'iPhone, l'iPod touch et l'iPad. Certaines applications sont payantes, d'autres sont gratuites.

## Critique d'abus de position dominante
En 2011, plusieurs acheteurs d'iPhone déposent plainte contre Apple devant la cour fédérale de Californie. Selon eux, Apple prélève une commission excessive sur les applications. En raison du monopole de l'App Store, les prix sont plus élevés que si la vente d'applications pour iPhone était possible sur d'autres magasins d'application.
En 2017, la cour d'appel de San Francisco estime qu'Apple vend bien directement des produits aux consommateurs, et non aux développeurs ce qui ouvre la voie à une condamnation. Le gouvernement américain soutient officiellement Apple et la décision revient à la Cour suprême.
En avril 2019, le monopole d'Apple est à nouveau dénoncé par des développeurs. Depuis la sortie de son traqueur d’écran. Apple a supprimé plus d'une dizaine d'applications qui aidaient les gens à limiter le temps passé par eux et leurs enfants sur les iPhones. Deux entreprises respectivement basées en Espagne et au Royaume-Uni dépose une requête contre Apple devant l'antitrust européen pour pratique anticoncurrentielle.
Depuis mars 2024, la législation européenne sur les marchés numérique impose de pouvoir installer des applications iOS sans passer par App store, et que les paiements effectués dans les applications ne soient plus obligées de passer par Apple. Apple affirme que cela engendrerait des « menaces pour la sécurité et la vie privée » des personnes qui les utiliseraient, et propose un faux choix aux personnes développant des applications iOS entre rester sur le magasin d'application Apple et payer la commission de 30 %, ou 15 % pour les petites applications, ou passer par un autre moyen et se soumettre à de nouvelles contraintes et de nouveaux frais. Cela a déclenché une contestation de nombreuses organisations professionnelles qui mettent en cause la bonne foi d'Apple, l'accusent de tourner en dérision cette législation et de vouloir faire peur. Cette législation impose aussi de faciliter le choix d'un autre navigateur par défaut que Safari.
Après l'ouverture d'une enquête le 25 mars 2024, la Commission européenne estime le 24 juin 2024 que l'App Store viole les règles de la concurrence de l'Union Européenne. Cette décision ouvre la voie à des sanctions pouvant atteindre 10 % du chiffre d'affaires mondial d'Apple, voire 20 % si l'infraction est répétée.

## Applications

### Interface
Les applications, développées à l'aide du SDK de l'iPhone et de l'iPod touch, reprennent souvent les éléments graphiques déjà présents dans les applications natives développées par Apple.
Elles utilisent la technologie Multi-Touch, l'accéléromètre intégré, le moteur de rendu 3D, et peuvent également se servir du Wi-Fi ou encore lancer des applications natives, par exemple pour proposer à l'utilisateur d'écrire un mail ou de visiter une page Internet via le navigateur intégré à l'iPhone, Safari.
D'autre part, une application peut avoir son propre sous-menu dans les réglages de l'iPhone ou de l'iPod touch, tout comme les applications natives.

#### Différence entre l'iPhoneet l'iPod touch
L'iPhone dispose de certaines fonctions en plus par rapport à l'iPod touch. Ainsi, certaines applications utilisant ces fonctionnalités sont incompatibles avec l'iPod touch.

### Interdictions
Apple, lors de l'annonce de l'App Store, a annoncé que les applications contenant les éléments suivants seront systématiquement refusées à la distribution :
- Violations de droits d'auteurs
- Pornographie
- Discrimination
- Piratage
- Applications illégales en général
- Applications pouvant entrer en concurrence avec des applications fournies par Apple.
- Publicité explicite pour toute autre application en dehors de iAd

Ainsi, le 21 décembre 2010, Apple a retiré de sa boutique en ligne, sans en communiquer le motif, une application pour l'iPhone et l'iPad, introduite quelques jours auparavant, créée par le développeur russe Igor Barinov, permettant de se connecter au site web ainsi qu'au compte Twitter de WikiLeaks et d'accéder notamment aux télégrammes diplomatiques dévoilés lors du cablegate.
En avril 2013, Apple retire AppGratis (startup française dans le portefeuille d'Iris Capital) de l'App Store pour non-respect de la clause 2.25 de son règlement qui stipule que « les applications qui affichent d'autres applications pour les vendre ou en faire la promotion d'une manière similaire ou pouvant porter confusion avec l'AppStore seront rejetées » et de la clause 5.6 qui précise que les « applications ne peuvent pas utiliser les notifications “push” pour envoyer des publicités, des promotions ou du marketing direct d'aucune sorte ». Le modèle économique de cette startup, qui repose sur la promotion d'applications sponsorisées (les développeurs de ces applications payent la startup pour être référencés), met en avant des applications gratuites à durée limitée, ce qui les fait remonter mécaniquement dans le classement de l'App Store qui est, selon Apple, de ce fait faussé.

### KillSwitch
Il a été découvert, alors qu'un développeur consultait le code de l'iPhone, que des lignes de code secrètes présentes dans le système d'exploitation de l'appareil permettaient à Apple de supprimer à distance n'importe quelle application présente sur un iPhone.
Cette découverte a provoqué beaucoup de polémiques sur Internet jusqu'à ce que Steve Jobs confirme l'existence de cette fonction.
Ces lignes de codes invitent l'iPhone à accéder à un site sécurisé contenant une liste noire d'applications à refuser. Si une application de cette liste est présente sur l'iPhone, alors l'appareil la supprime directement.
Étant donné que ceci utilise principalement les fonctionnalités cellulaires et éventuellement 3G de l'iPhone, qui sont pratiquement tout le temps accessibles, un procédé de ce type manquerait d'efficacité sur l'iPod touch.
Dans son communiqué à la presse, Steve Jobs a affirmé: « Heureusement, nous n'avons jamais eu à activer ce levier, mais il aurait été irresponsable de notre part de ne pas avoir à notre disposition ce genre de levier à activer ». Ainsi, la « liste noire » d'applications interdites est pour l'instant vide. D'autre part, Steve Jobs a confirmé qu'il ne s'agissait que d'une mesure préventive et non pas d'un geste de routine[source secondaire souhaitée].

## Le SDK
Ce kit de développement (SDK : 'Software Development Kit') gratuit publié par Apple permet de développer des applications natives pour l'iPhone, l'iPod touch et l'iPad.
La version gratuite du SDK ne permet cependant pas de publier son application sur l'App Store, ni de tester son application sur iPhone, iPod touch ou iPad. Le développeur doit donc utiliser un Simulateur iPhone intégré dans le SDK, qui affiche une simulation d'un iPhone sur son ordinateur Mac, avec des limites techniques.

## Nombre d'applications iOS
Au 10 juillet 2008, l'ancien PDG d'Apple, Steve Jobs, affirme au quotidien américain USA Today que 500 applications sont d'ores et déjà disponibles pour l'iPhone et l'iPod Touch dont 125 sont gratuites. Dix millions de téléchargements ont été enregistrés la première semaine. En septembre de la même année, plus de 3 000 applications sont disponibles et 100 millions de téléchargements ont été enregistrés.
Au fur et à mesure des années, la boutique franchie plusieurs paliers dont 50 000, 100 000, 250 000, 500 000, 1 million et 2 millions, d'applications. Le milliard de téléchargements est franchi le 24 avril 2009.
Le nombre d'applications sur le magasin a diminué pour la première fois en 2017. Apple ayant commencé à supprimer les anciennes applications qui n'étaient pas conformes aux directives. En 2022, Apple affirme que l'App Store héberge 1 783 232 applications.

## Censure
En Chine les applications WhatsApp, Threads, Signal et Telegram ont été interdites de publication en avril 2024, sur l'App Store, à la demande du Cyberspace Administration of China (en) (CAC), car ces applications contiennent du « contenu politique incluant des mentions problématiques du président chinois », selon les autorités chinoises.

## Applications controversées
En novembre 2012, Boyfriend Maker, qui est un jeu de dating sim, a été retiré en raison de « rapports faisant référence à des actes sexuels violents et à la pédophilie » jugés inappropriés au classement par âge de 4+ de Boyfriend Maker. Une version révisée appelée Boyfriend Plus a été approuvée par Apple en avril 2013.
En mars 2013, HiddenApps a été approuvé et est apparu dans l'App Store. L'application fournissait l'accès à des menus de diagnostic pour les développeurs, permettait de masquer les applications standards, et offrait une fonction de désinscription aux iAds, le système de publicité orienté développeur d'Apple. L'application a été retirée peu de temps après pour violation des directives,.
En avril 2013, Apple a retiré AppGratis, un marché d'applications de l'App Store qui était alors prospère, qui promouvait des applications payantes en en offrant une gratuitement chaque jour. Apple a déclaré à All Things Digital que l'application avait violé deux clauses de son contrat de développeur, notamment "Les applications qui affichent d'autres applications que les vôtres à vendre ou à promouvoir d'une manière similaire ou confuse à l'App Store seront rejetées" et "Les applications ne peuvent pas utiliser les notifications push pour envoyer de la publicité, des promotions ou du marketing direct de quelque nature que ce soit". Cependant, Apple a dit aux développeurs qu'ils étaient "bienvenus pour soumettre à nouveau" après avoir modifié l'application, bien qu'il n'y ait "pas beaucoup d'espoir qu'elle puisse survivre dans une forme proche de sa forme actuelle".
En novembre 2014, Apple a retiré l'application de réseau social de marijuana MassRoots, en justifiant qu'elle « encourage[ait] la consommation excessive d'alcool ou de substances illégales ». En février 2015, MassRoots a été réintroduit dans le magasin après qu'Apple a modifié ses directives d'application pour permettre les applications sociales de cannabis dans les 23 états où c'est légal.
En septembre 2015, il a été découvert que "des centaines" d'applications soumises et approuvées sur l'App Store utilisaient XcodeGhost, une version malveillante du logiciel de développement Xcode. Les problèmes ont poussé Apple à retirer les applications infectées de l'App Store et à déclarer qu'elle "travaillait avec les développeurs pour s'assurer qu'ils utilisent la bonne version de Xcode",,. Une firme de sécurité a par la suite publié des listes d'applications infectées, dont une version uniquement chinoise de Angry Birds 2, CamCard, Lifesmart, TinyDeal.com, et WeChat,. Après coup, Apple a déclaré qu'elle rendrait Xcode plus rapide à télécharger dans certaines régions en dehors des États-Unis, et a pris contact avec tous les développeurs pour s'assurer qu'ils ne téléchargent le code que depuis le Mac App Store ou le site web d'Apple, et a fourni une signature de code pour que les développeurs puissent tester s'ils utilisent une version falsifiée de Xcode.
En juin 2017, une tendance à l'escroquerie a été découverte sur le magasin, où les développeurs créent des applications basées sur des services inexistants, attachent des abonnements d'achat intégrés au dialogue d'ouverture, puis achètent de l'espace publicitaire de recherche sur l'App Store pour que l'application soit mieux classée. Dans un cas, une application nommée « Mobile protection : Clean & Security VPN » demanderait des paiements de 99,99 $ pour un abonnement de sept jours après une courte période d'essai. Apple n'a pas encore répondu à ces problèmes[Quand ?],.
De plus, Apple a retiré du App Store des logiciels sous licence GNU General Public License (GPL), en raison du texte dans l'accord de conditions de service d'Apple imposant une gestion des droits numériques et des conditions juridiques propriétaires incompatibles avec les conditions de la GPL,,.